# Antiblemma prospera
Antiblemma prospera là một loài bướm đêm trong họ Erebidae.